# Discoverer 31
Discoverer 31 – amerykański satelita wywiadowczy. Stanowił część tajnego programu CORONA. Był to trzeci statek w kolejnej serii satelitów programu CORONA, nazwanych KH-3. Jego misja nie powiodła się. W czasie trwania 33 orbity (ostatniej?) doszło do usterki elektrycznej i utraty gazu będącego paliwem silniczków korygujących. 19 września zawiódł mechanizm oddzielający pojemnik. Kapsuły powrotnej statku nie udało się odzyskać. 

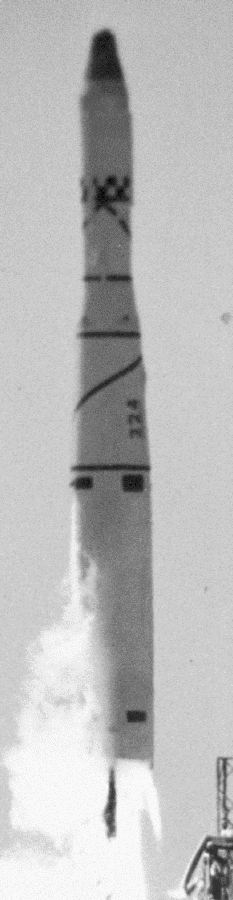
Start rakiety Thor Agena B z satelitą Discoverer 31

## Ładunek
- Kamera panoramiczna C" (Double Prime), o ogniskowej 61 cm i rozdzielczości (na powierzchni Ziemi) 7,6 m
- Detektor promieniowania kosmicznego
- Próbki wystawiane na działanie promieniowania kosmicznego

Dwie grupy klisz pokrytych emulsją czułą na promieniowanie jądrowe, ustawione pionowo i poziomo. Badały intensywność i kierunek promieniowania kosmicznego. Były czułe na neutrony, promienie X, i kwanty gamma. Eksperyment zawierał także próbki metali (w tym ziem rzadkich), wystawione na działanie środowiska kosmicznego
- Spektrometr elektronów
- Licznik promieniowania rentgenowskiego
- Odbiornik szumu radiowego.